# Декларація про усунення насильства проти жінок
Декларація про усунення насильства проти жінок, англ. Declaration on the Elimination of Violence Against Women прийнята без голосування Генеральною Асамблеєю Організації Об'єднаних Націй у її резолюції 48/104 від 20 грудня 1993.
У статті 1 цієї декларації введено термін «насильство проти жінок», котре визначається як «… будь-який акт насильства за ознакою статі, що має або може мати своїм результатом фізичну, статеву чи психологічну шкоду або страждання жінкам, включаючи погрози здійснення таких актів, примушування чи свавільне позбавлення свободи, будь то в суспільному чи особистому житті».
У Декларації постановляється, що «насильство проти жінок є втіленням історично нерівних владних відносин між чоловіками та жінками, котрі призвели до домінування чоловіків та дискримінації жінок чоловіками та до недопускання повноцінного розвитку жінок; і тому насильство проти жінок є одним із ключових соціальних механізмів, з допомогою котрих жінок примушують до позиції підлеглості стосовно чоловіків». 
Декларація класифікує насильство проти жінок у три категорії: насильство, що відбувається в родині (домашнє насильство), таке, що відбувається в суспільстві, і насильство, яке чинить чи виправдовує держава.